# Lars Levi Læstadius

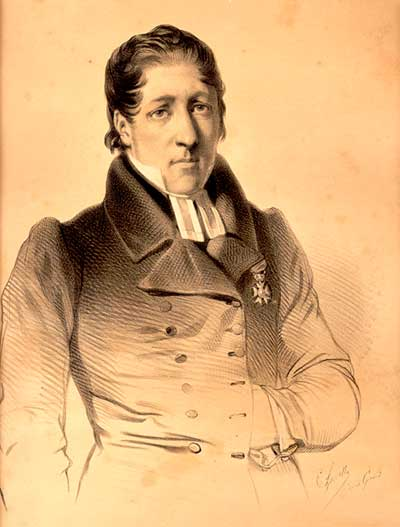
Lars Levi Læstadius (1839)

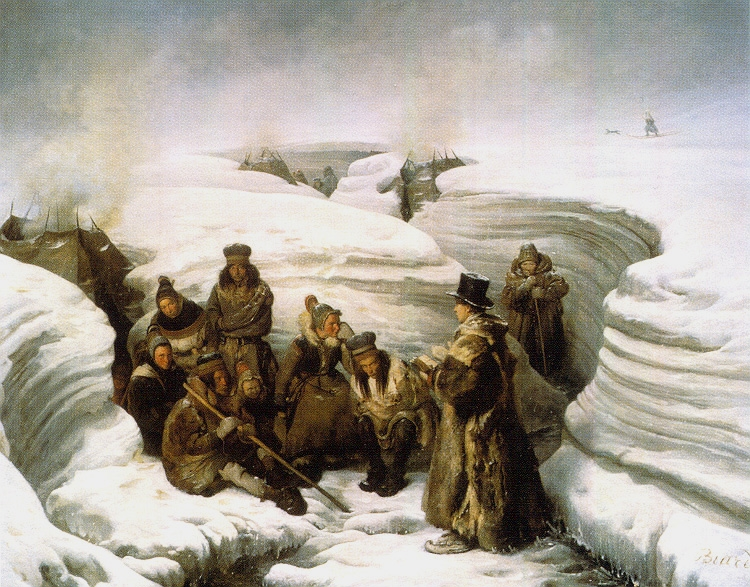
Le Pasteur Læstadius instruisant les Lapons, een schilderij uit 1840 van de Franse schilder François-Auguste Biard (1799–1882)

Lars Levi Læstadius (Jäkkvik, bij Arjeplog, 10 januari 1800 – Pajala, 21 februari 1861) was een Zweedse Lutherse dominee, die de grondlegger was van het Laestadianisme. Hij werd wel de Apostel der Saami genoemd. Hij was zelf dan ook van samische afkomst. Læstadius was tevens botanicus.

## Levensloop
Læstadius was afkomstig uit een arme samische familie. Zijn vader verdiende de kost met jagen, vissen en het maken van teer. Dankzij hulp van een halfbroer die dominee was in Kvikkjokk, kon Læstadius echter in 1820 toch gaan studeren aan de Universiteit van Uppsala, waar hij een briljante student bleek te zijn. Hij werd assistent bij de Afdeling Plantkunde, terwijl hij tegelijkertijd theologie studeerde. In 1825 werd Læstadius tot dominee benoemd. Na een jaar in Piteå te hebben gewerkt, werd hij beroepen te Karesuando, waar hij zich vooral onderscheidde door zijn strijd tegen het daar toen wijdverbreide alcoholmisbruik. In 1849 werd hij dominee in Pajala, wat hij tot zijn dood in 1861 zou blijven. Læstadius was getrouwd met Brita Cajsa Alstadius, met wie hij twaalf kinderen grootbracht.

## Laestadianisme
In 1844 leerde Læstadius Milla Clementsdotter kennen, een door Het Réveil geïnspireerde Saami-vrouw die vanwege haar religieuze bevlogenheid wel de Maria van Lapland werd genoemd. Onder invloed van deze ontmoeting werd Læstadius een opwekkingsprediker, die strenge leefregels voorstond en veel nadruk legde op het door zijn gemeenteleden wederzijds belijden en vergeven van veronderstelde zonden. Rond 1853 ontstond uit zijn succesvolle predikingen het Laestadianisme, een religieuze stroming waarvan de invloed zich tot geheel Noord-Scandinavië uitstrekte en die daar nog altijd actief is. Zijn voormalige woonhuis in Pajala is inmiddels een museum.

## Botanicus
Læstadius bleef zijn hele leven tevens geïnteresseerd in plantkunde, waarover hij meerdere artikelen schreef. Zijn officiële botanische auteursafkorting is "Laest.". Een drietal planten is naar hem genoemd: Carex laestadii, Papaver laestadianum en Salix laestadiana.

## Afbeeldingen

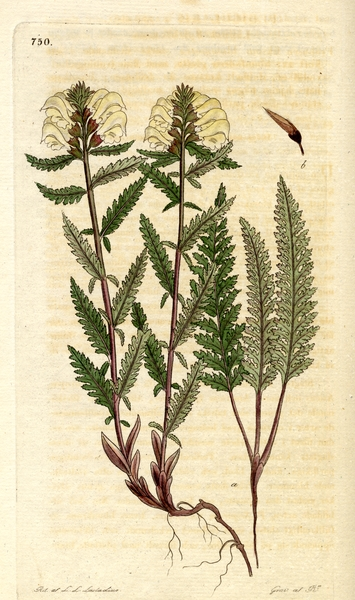
Pedicularis lapponica, getekend door Læstadius (1843)
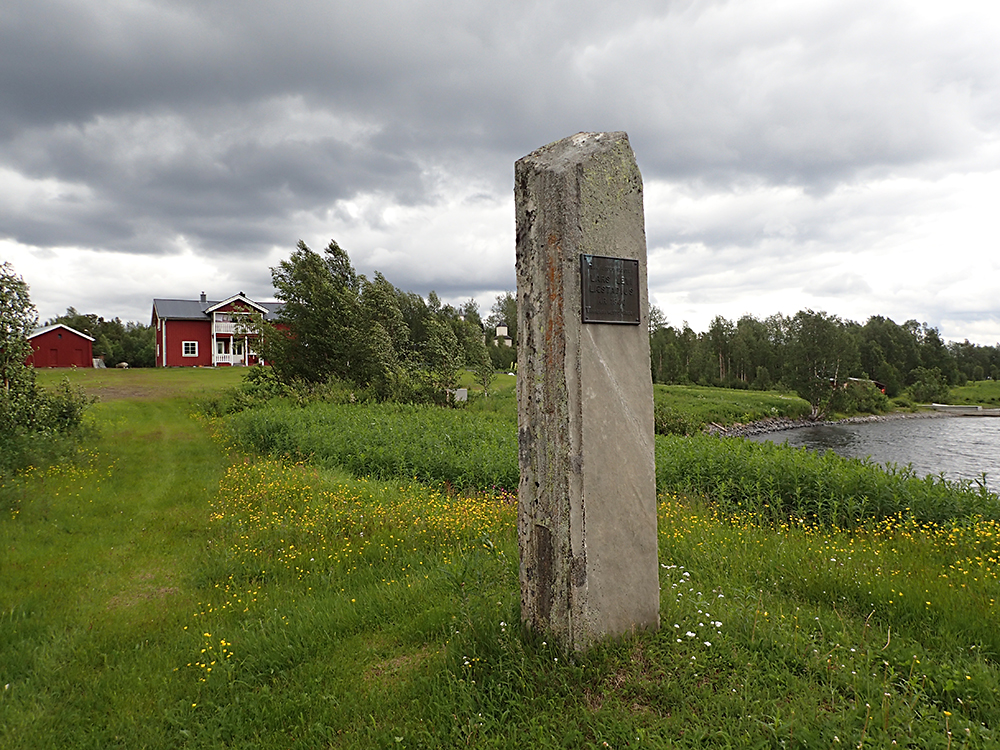
Gedenksteen in Jäkkvik op de plaats waar Læstadius' geboortehuis stond (2016)